# Бригады национального сопротивления
Бригады национального сопротивления (арабский: كتائب المقاومة الوطنية, Катаиб аль-Мукавама аль-Ватанийя), также известные как Силы мученика Омара аль-Кассема или Силы мученика Омара аль-Касима являются военным крылом палестинской левонационалистической вооружённой организации Демократический фронт освобождения Палестины (ДФОП), действующей в секторе Газа и ведущей вооружённую борьбу против Израиля. Одним из их командиров является Абу Халед.

## История
В1969 году от Народного фронта освобождения Палестины (НФОП) отделилась его левая фракция, образовав ДФОП.
ДФОП совершал нападения как на израильских военных, так и на гражданских лиц, включая резню в школе в Маалоте (1974) и взрывы автобусов с гражданским населением. В 1999 году он примирился с ФАТХ и заключил с ним соглашение о возможном признании Израиля, после чего был исключён США из реестра террористических организацией. В конце сентября 2000 года, в начале второй интифады, ДФОП выделил в отдельную организацию «Бригады национального сопротивления» своё боевое крыло, ранее известное как Бригады Красной Звезды. Группа привержена политике невмешательства во внутренние дела арабских стран.
В августе 2001 года бывшие сотрудники палестинских сил безопасности 26-летний Амин Абу Хатаб и 24-летний Хишам Абу Джамус совершили нападение на сторожевой пост израильской армии, охранявший поселенческий блок Гуш-Катиф на юге сектора Газа, в результате чего погибли трое израильских военнослужащих. Ответственность за это взяли на себя Бригады национального сопротивления. В 2005 году Бригады реорганизовались перед уходом Израиля из Газы; они принимали участие в ракетных и минометных обстрелах территории Израиля, а также израильских поселений в секторе Газа.
В октябре 2007 года они подписали соглашение с другими палестинскими группировками, включая Бригады мучеников Аль-Аксы (относящиеся к ФАТХ), а в период с 2010 по 2011 год совершали террористические атаки совместно с Палестинским исламским джихадом. 26 сентября Бригады национального сопротивления подвергли ракетному обстрелу город Сдерот, что, по их заявлению, было ответом на «преступления оккупационных войск против палестинцев на Западном берегу и в Газе». В мае 2017 года они провели совместные учения с бригадами Абделя Кадера аль-Хусейни на военном полигоне в секторе Газа, чтобы продемонстрировать новую артиллерийскую и ракетную тактику.
30 марта 2018 года Абд аль-Кадер Марди и Сулиман аль-Хаваджри, члены Бригад национального сопротивления, были убиты во время организованных ХАМАСом столкновений на границе с Израилем (Великий марш возвращения); по заявлению палестинской стороны, это были мирные протесты. В 2020 году Бригады расширили свое присутствие в Интернете и продвигали свою боевую деятельность в Telegram. В мае 2021 года они обстреляли ракетами кибуц Суфа на юге Израиля.
В феврале 2023 года Бригады национального сопротивления объявили, что обстреливают ракетами израильские населённые пункты, граничащие с сектором Газа, в ответ на израильские удары. Они приняли участие в совместном с ХАМАС вторжении в Израиль 7 октября 2023 года, в том числе в резне в Кфар-Азе, резне в Беэри и резне в Кисуфиме; по заявлению Бригад, они потеряли при этом трёх боевиков.